# Liste der Monuments historiques in Fénay
Die Liste der Monuments historiques in Fénay führt die Monuments historiques in der französischen Gemeinde Fénay auf.

## Liste der Immobilien
| Bezeichnung        | Beschreibung                                                                                  | Standort                                        | Kennzeichnung | Schutzstatus | Datum | Bild           |
| ------------------ | --------------------------------------------------------------------------------------------- | ----------------------------------------------- | ------------- | ------------ | ----- | -------------- |
| Kirche St-Martin   | Apsiden, Vierungsturm und Querschiff aus dem 13. Jahrhundert                                  | Fenay, 4 rue de la Fontaine Saint-Martin (Lage) | PA00112449    | Inscrit      | 1947  | weitere Bilder |
| Fort de Beauregard | auch Fort Fauconnet; Befestigung des Système Séré de Rivières, 1877 angelegt; auch zu Longvic | Domois, nördlich des Ortes (Lage)               | PA21000036    | Inscrit      | 2006  | weitere Bilder |

## Liste der Objekte
| Bezeichnung                               | Beschreibung | Standort                              | Kennzeichnung | Schutzstatus | Datum | Bild |
| ----------------------------------------- | --- | ------------------------------------- | ------------- | ------------ | ----- | ---- |
| Grabstein für Antoinette de Dinteville    | Kalkstein, bezeichnet 1516 | Fénay, in der Kirche St-Martin (Lage) | PM21001074    | Classé       | 1923  |      |
| Gemälde Kartäusermönch                    | Ölfarbe auf Leinwand, 17. Jahrhundert                                                                                                 | Fénay, in der Kirche St-Martin (Lage) | PM21001075    | Classé       | 1976  |      |
| Gemälde Anbetung der Könige               | Ölfarbe auf Leinwand, 17. Jahrhundert                                                                                                 | Fénay, in der Kirche St-Martin (Lage) | PM21001076    | Classé       | 1976  |      |
| Hauptaltar                                | Altartisch, Altaraufbau und Tabernakel; Holz, vergoldet, 17. Jahrhundert; vier zugehörige Skulpturen zwischen 1975 und 2005 gestohlen | Fénay, in der Kirche St-Martin (Lage) | PM21001077    | Classé       | 1976  |      |
| Skulptur Unterweisung Mariens             | Stein, farbig gefasst, 18. Jahrhundert                                                                                                | Fénay, in der Kirche St-Martin (Lage) | PM21003680    | Inscrit      | 1976  |      |
| Grabstein für die Messieurs Parisot       | Stein, 17. Jahrhundert | Fénay, in der Kirche St-Martin (Lage) | PM21003681    | Inscrit      | 1976  |      |
| Kanzel                                    | Holz, Anfang des 18. Jahrhunderts | Fénay, in der Kirche St-Martin (Lage) | PM21003601    | Inscrit      | 1977  |      |
| Gemälde Der Bund zwischen Jakob und Laban | Ölfarbe auf Leinwand, 18. Jahrhundert; nach Raffael                                                                                   | Fénay, in der Kirche St-Martin (Lage) | PM21004872    | Inscrit      | 2013  |      |